# Diálogo interreligioso

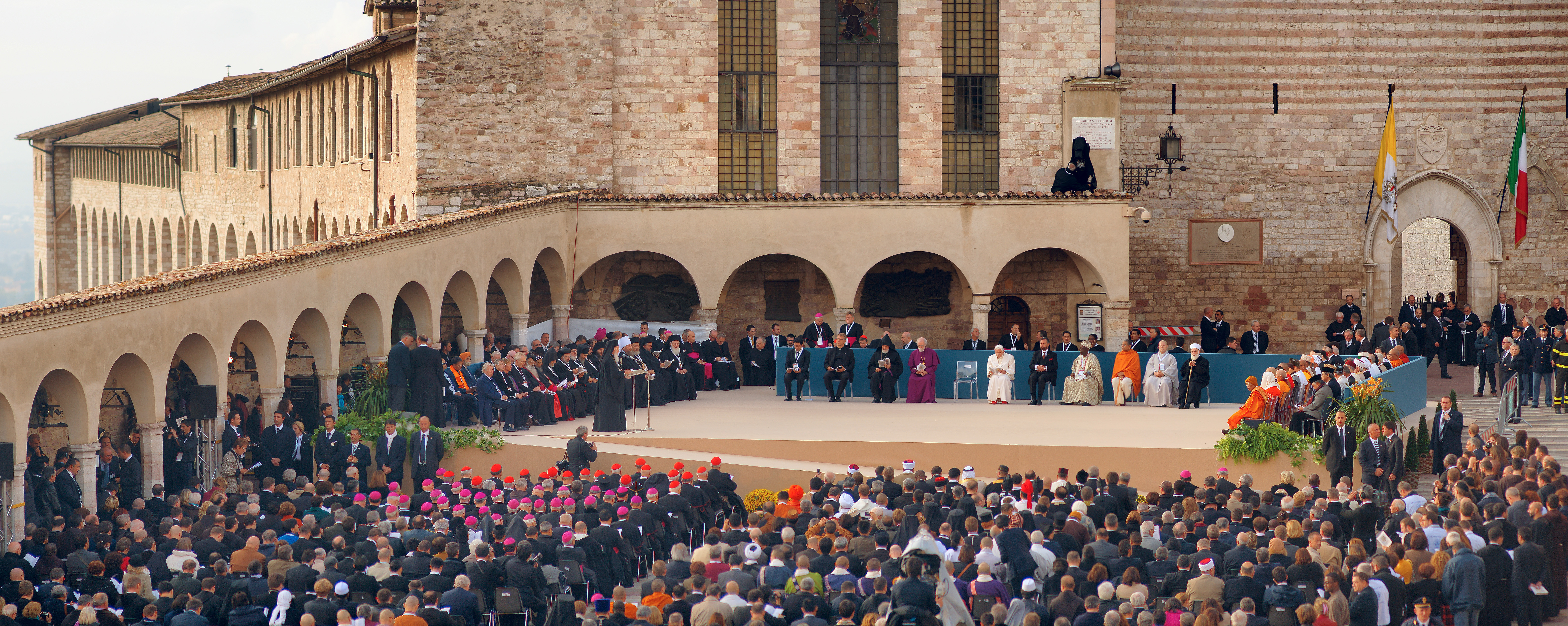
4.ª jornada mundial de oración por la paz (Asís, Italia, 27 de octubre de 2011), un ejemplo de encuentro de diálogo interreligioso.

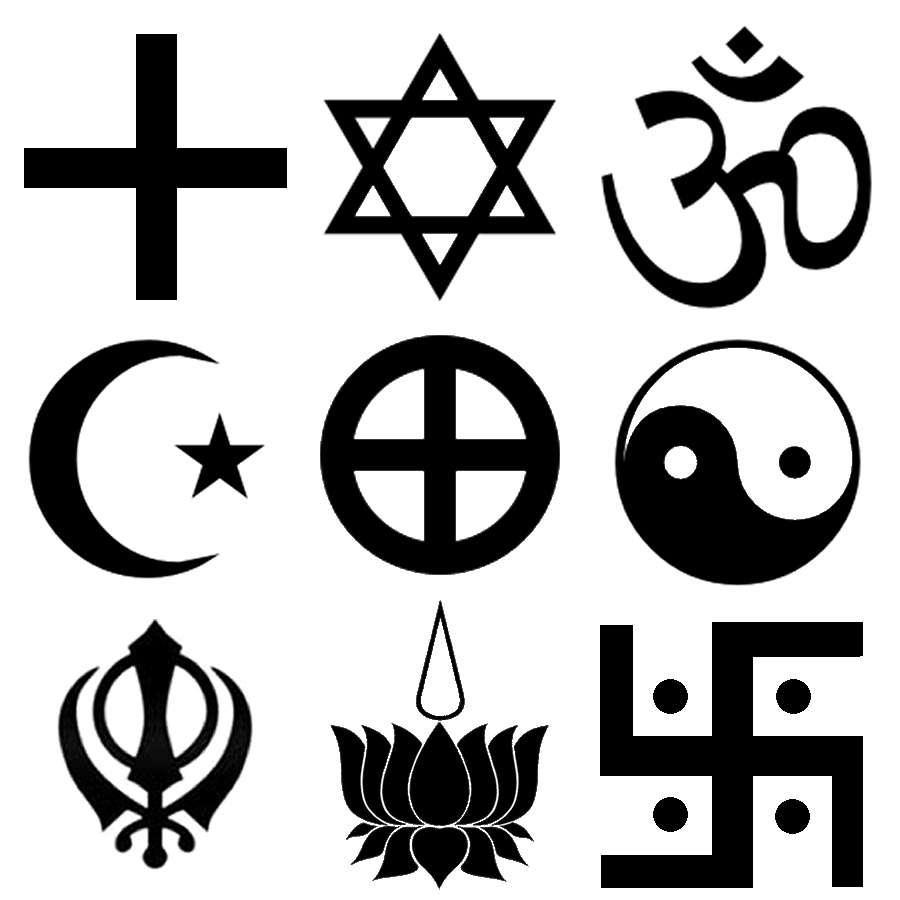
Símbolos de religiones y creencias. De izquierda a derecha: en la primera fila, cristianismo, judaísmo, hinduismo; en la segunda fila, islam, religiones naturales, yin y yang; en la tercera fila, sijismo, ayyavazhi, jainismo.

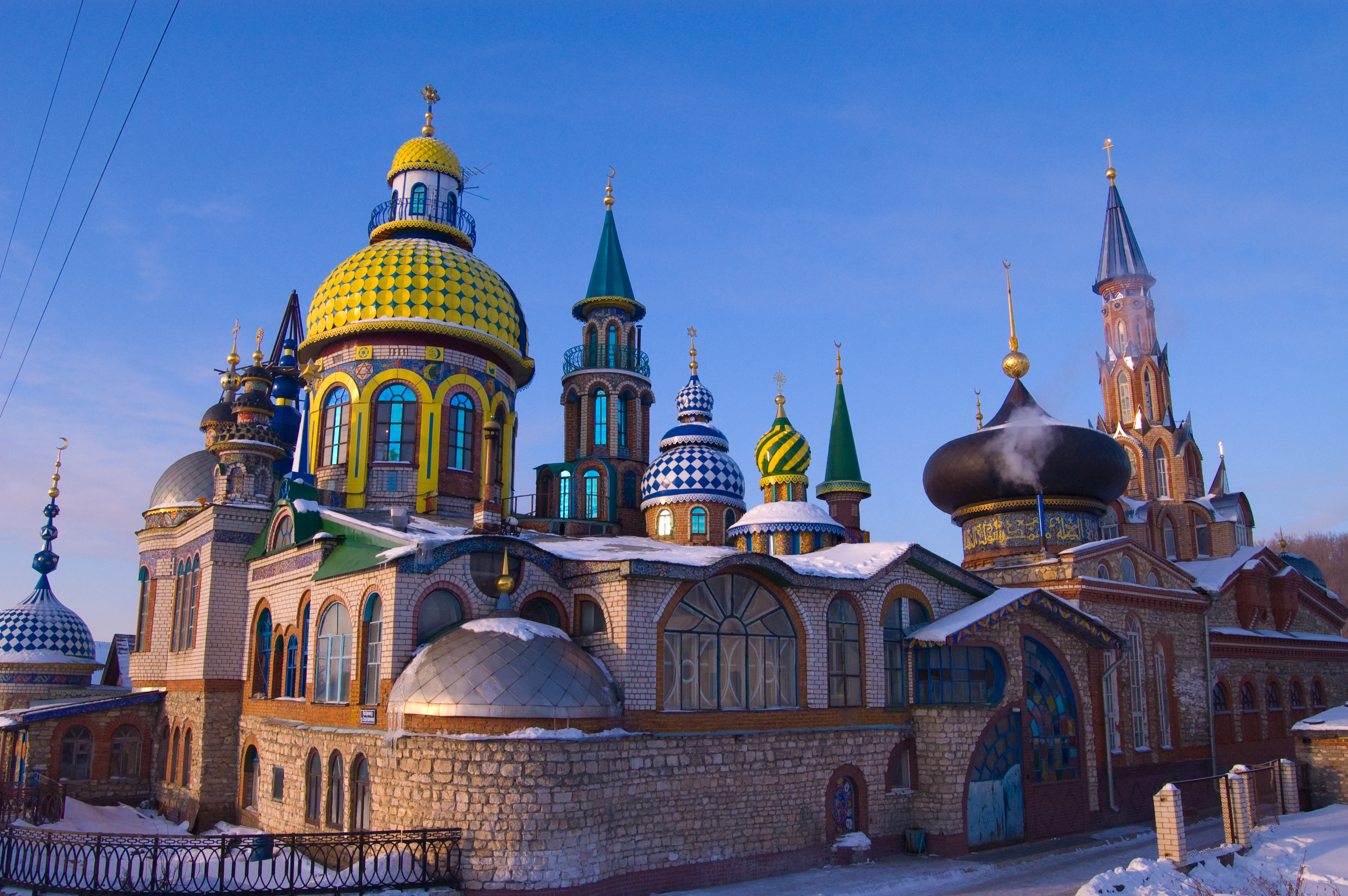
Templo de todas las Religiones. No se trata de un templo activo de una religión, sino de un complejo arquitectónico y centro cultural construido por el artista Ildar Xanov, como símbolo de convivencia pacífica entre diferentes culturas religiosas.

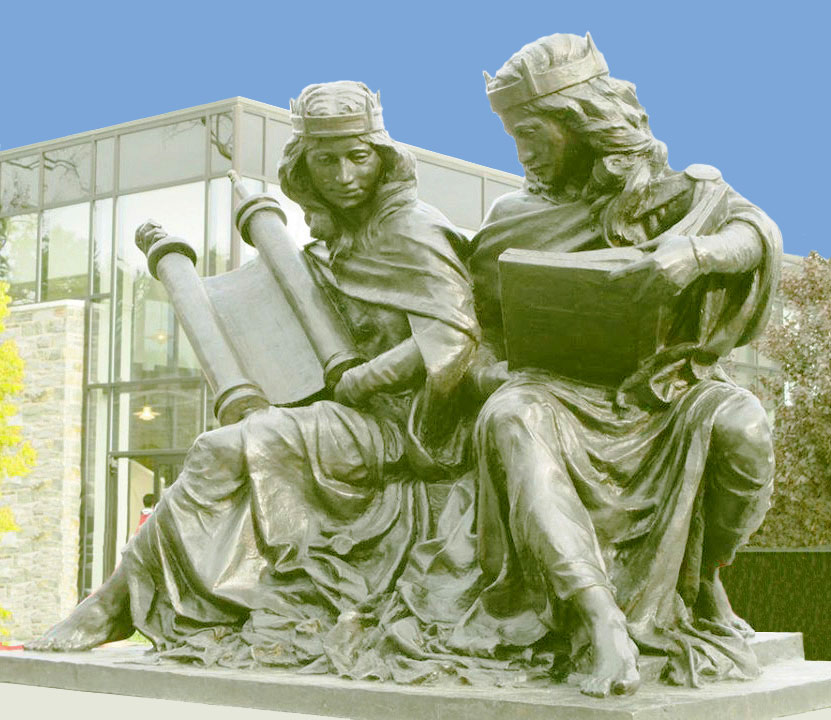
Synagoga y Ecclesia en Nuestro Tiempo, 2015. Escultura alegórica del judaísmo y el cristianismo en diálogo, donde la mirada de Ecclesia se dirige al texto de la Torá, mientras que la mirada de Synagoga se dirige al texto del Evangelio. Conmemora el 50° aniversario de la declaración Nostra Aetate.

El diálogo interreligioso es la interacción positiva, cooperativa y constructiva entre personas de diferentes tradiciones o creencias religiosas o espirituales, tanto a nivel individual como institucional. Se diferencia del sincretismo en que el diálogo interreligioso no busca una fusión o asimilación de doctrinas distintas sin coherencia sustancial, sino más bien la promoción del entendimiento entre las diferentes religiones para aumentar la aceptación de los demás. A diferencia del ecumenismo, que fomenta la unidad entre los cristianos, el diálogo interreligioso busca el trato recíproco constructivo entre las religiones o movimientos espirituales que no tienen una raíz cristiana en común.
Existen iniciativas interreligiosas locales, regionales, nacionales e internacionales, ya sea informal o formalmente establecidas a través de grandes redes o federaciones. Se acredita a Hans Küng, profesor de Teología ecuménica y presidente de la Fundación por una Ética Global, la formulación de un pensamiento citado con frecuencia como lema del diálogo interreligioso:

No habrá paz entre las naciones sin paz entre las religiones. No habrá paz entre las religiones sin diálogo entre las religiones.
Hans Küng

También se recuerda que casi todas las religiones al tener por  natural e intrínseco la llamada regla de oro, (trata a los demás como quieres que te traten a ti), no solo no deben enfrentarse entre ellas, sino también les exige poner en práctica una ética tanto dentro de sus comunidades, como fuera de ellas. Así, las distintas religiones teniendo en común dicha regla, pueden dialogar y unir esfuerzos para tratar a todos como quisieran ser tratados.

## En los tiempos modernos
Si bien siempre existió diálogo entre hombres de distintas creencias religiosas, el establecimiento de foros de diálogo formal entre los líderes de las religiones que presentan adhesión de fieles en mayor número es un hecho propio del siglo XX. Entre los factores que se estima influyeron en la formulación efectiva de ese diálogo se cuentan la creación del Parlamento Mundial de Religiones (1893), un informe titulado Reconsiderando las misiones (1932) redactado por laicos protestantes norteamericanos, el resurgimiento del budismo, y la migración creciente de fieles no cristianos ni judíos hacia naciones de Occidente. Entre los cristianos protestantes, el diálogo se desarrolló principalmente a través del Consejo Mundial de Iglesias.
Por su parte, los cristianos católicos tuvieron en la declaración del Concilio Vaticano II titulada Nostra aetate, sobre las relaciones de la Iglesia con las religiones no cristianas, uno de los hitos más destacados en la propiciación del diálogo interreligioso, que se extendió a través del Secretariado para los no Cristianos, instituido por Pablo VI en 1964, y continuado con el Pontificio Consejo para el Diálogo Interreligioso, creado por Juan Pablo II en 1988 con la constitución apostólica Pastor Bonus. Su sucesor, el papa Benedicto XVI, en ocasión del Encuentro interreligioso de oración por la paz en Asís 2006, explicó que este evento busca la conversión de los corazones a la paz, y no expresar un sincretismo religioso,  manifestando también que la religión, no puede ser sino anunciadora de paz, subrayando que a nadie le es lícito el motivo de la diferencia religiosa como pretexto de una actitud belicosa ante otros seres humanos.  Por su parte, el papa Francisco, en su primera exhortación apostólica, Evangelii Gaudium, se refirió al Evangelio y a la importancia del diálogo interreligioso. Asimismo, en otras oportunidades ha recordado en varios encuentros interreligiosos,  que las religiones ayudan al mundo a encontrar la paz, no la guerra, por lo que nunca han de ser manipuladas para favorecer conflictos y enfrentamientos, como por ejemplo la firma del documento sobre la fraternidad humana por la paz mundial y la convivencia común
También el Movimiento de los focolares, se dedica a promover la fraternidad universal y el diálogo con otras culturas y religiones no cristianas.
Este tipo de contactos entre los líderes de las diversas religiones del mundo, también ha sido útil para facilitar y sentar bases de las relaciones interpersonales entre personas de distintos credos, como por ejemplo, para el matrimonio interreligioso, así como también para un mejor entendimiento y tolerancia a la conversión religiosa.